# Санабрия, Эктор
Э́ктор Сана́брия Маскаре́ньо (исп. Héctor Sanabria Mascareño; 17 августа 1945, Мехико — 29 января 2024) — мексиканский футболист и тренер, играл на позиции защитника.

## Биография

### Игровая карьера
Санабрия всю игровую карьеру за «УНАМ Пумас», в составе которого выиграл несколько трофеев, среди которых чемпионский титул 1977 года, Кубок Мексики и Трофей Чемпион чемпионов Мексики 1975 года. В составе «Пумас» он завершил карьеру в 1978 году, отыграв за эту команду 13 сезонов.
В составе сборной Мексики принимал участие на олимпийском футбольном турнире 1968 года, на котором мексиканцы заняли итоговое четвёртое место, уступив в матче за бронзу сборной Японии (2:0).

### Тренерская карьера
Санабрия работал главным тренером команд «УНАМ Пумас» (1987—1988), «Толука» (1988—1989) и «Веракрус».

### Смерть
Скончался 29 января 2024 года в возрасте 78 лет, причина смерти не установлена.

## Достижения

### Достижения игрока
«УНАМ Пумас»
- Чемпион Мексики (1): 1976/77
- Обладатель Кубка Мексики (1): 1974/75
- Обладатель трофея Чемпион чемпионов Мексики (1): 1975

### Достижения тренера
«Толука»
- Обладатель Кубка Мексики (1): 1989